# 史記集解
『史記集解』（しきしっかい）は、南朝宋の裴駰（裴松之の子）による『史記』の注釈書。史記三家注のひとつ。80巻。徐広『史記音義』をもとにして、経書や諸史の記述や孔安国・馬融・鄭玄・服虔・賈逵らの説を引用している。